# 18855 Сараґотман
18855 Сараґотман (18855 Sarahgutman) — астероїд головного поясу, відкритий 9 вересня 1999 року.
Тіссеранів параметр щодо Юпітера — 3,479.